# Holothuria fuscorubra
Holothuria fuscorubra is een zeekomkommer uit de familie Holothuriidae.
De wetenschappelijke naam van de soort werd in 1886 gepubliceerd door Johan Hjalmar Théel.